# Maiden England
Maiden England — живий/відео альбом англійської групи Iron Maiden, який був випущений 8 листопада 1989 року.

## Композиції
1. Moonchild — 5:45
2. The Evil That Men Do — 4:16
3. The Prisoner — 5:57
4. Still Life — 4:32
5. Die with Your Boots On — 5:10
6. Infinite Dreams — 5:53
7. Killers — 4:54
8. Heaven Can Wait — 7:32
9. Wasted Years — 4:54
10. The Clairvoyant — 5:42
11. Seventh Son of a Seventh Son — 10:11
12. The Number of the Beast — 4:46
13. Iron Maiden — 5:01

## Сертифікації
| Регіон                                             | Сертифікація | Продажі |
| -------------------------------------------------- | ------------ | ------- |
| Канада (Music Canada)                              | Золотий      | 5000^   |
| США (RIAA)                                         | Золотий      | 50 000^ |
| ^відвантаження, що базуються лише на сертифікаціях |              |         |